# Замбреаска (Телеорман)
Замбреаска (рум. Zâmbreasca) насеље је у Румунији у округу Телеорман у општини Замбреаска. Oпштина се налази на надморској висини од 139 m.

## Становништво
Према подацима из 2002. године у насељу је живело 1910 становника, од којих су сви румунске националности.

### Хронологија
| Година       | 1992 | 1993 | 1994 | 1995 | 1996 | 1997 | 1998 | 1999 | 2000 | 2001 | 2002 | 2003 | 2004 | 2005 | 2006 | 2007 | 2008 | 2009 | 2010 | 2011 | 2012 | 2013 | 2014 | 2015 | 2016 | 2017 |
| ------------ | ---- | ---- | ---- | ---- | ---- | ---- | ---- | ---- | ---- | ---- | ---- | ---- | ---- | ---- | ---- | ---- | ---- | ---- | ---- | ---- | ---- | ---- | ---- | ---- | ---- | ---- |
| Становништво | 2305 | 2249 | 2199 | 2159 | 2124 | 2079 | 2033 | 1997 | 1980 | 1944 | 1907 | 1866 | 1828 | 1790 | 1740 | 1709 | 1665 | 1634 | 1607 | 1583 | 1547 | 1501 | 1450 | 1417 | 1399 | 1381 |